# Bergkristall (roman)
Bergkristall är en kortroman från 1845 av den österrikiske författaren Adalbert Stifter. Den handlar om två barn som går vilse i ett fjällområde på julafton, och hur invånarna från deras föräldrars hembyar, belägna på varsin sida av berget, söker efter dem i natten. Stifter fick inspiration till berättelsen i samband med en utflykt i bergskedjan Dachstein tillsammans med sin vän geologen Friedrich Simony.
Berättelsen trycktes 1845 i tidskriften Die Gegenwart och hade då titeln Der heilige Abend ("julafton", "den heliga aftonen"). En omarbetad version trycktes 1853 i samlingen Brokiga stenar. Den gavs ut på svenska 1949 i översättning av Jane Lundblad.

## Filmatiseringar
- 1949: Bergkristall, österrikisk biofilm, regi Harald Reinl
- 1954: Bergkristall, västtysk TV-film, regi Albert Lippert
- 1974: Bergkristall, österrikisk TV-film, regi Paul Stockmeier
- 1999: Cristallo di rocca - Una storia di Natale, italiensk-österrikisk TV-film, regi Maurizio Zaccaro
- 2004: Bergkristall, tysk biofilm, regi Joseph Vilsmaier